# دراج هاروود
دراج هاروود (نام علمی: Pternistis harwoodi) نام یک گونه از سرده دراج است.